# (14080) Heppenheim
(14080) Heppenheim ist ein Asteroid des Hauptgürtels, der am 1. April 1997 vom Team der Starkenburg-Sternwarte e.V. entdeckt wurde. Benannt wurde der Himmelskörper am 26. Juli 2000 nach dem Standort der Sternwarte, dem südhessischen Heppenheim. (14080) Heppenheim war der erste Kleinplanet, der hier entdeckt wurde.
Offizielle Laudatio:
(14080) Heppenheim = 1997 GB
Discovered 1997 Apr. 1 at the Starkenburg Observatory, Heppenheim.
The beautiful city of Heppenheim, with its medieval old town that was
first mentioned in the year 755, is situated in a traditional wine-growing
region of southwestern Germany. On a hill above the city the ruins of the
Starkenburg castle dominate the picturesque scenery.